# 16e étape du Tour de France 2001
Pour un article plus général, voir Tour de France 2001.
La 16e étape du Tour de France 2001 a eu lieu le 25 juillet 2001 entre Castelsarrasin et Sarran sur une distance de 229,5 km. Elle a été remportée par l'Allemand Jens Voigt (Crédit Agricole) devant l'Australien Bradley McGee (La Française des Jeux) et le Russe Alexandre Botcharov (AG2R Prévoyance). L'Américain Lance Armstrong conserve le maillot jaune à l'issue de l'étape.

## Classement de l'étape
| \| Classement de l'étape \| Classement de l'étape \| Classement de l'étape \| Classement de l'étape \| Classement de l'étape \| \| Coureur \| Coureur \| Pays \| Équipe \| Temps \| \| --------------------- \| --------------------- \| --------------------- \| --------------------- \| --------------------- \| \| 1er \| Jens Voigt \| Allemagne \| Crédit Agricole \| 5 h 27 min 11 s \| \| 2e \| Bradley McGee \| Australie \| La Française des jeux \| + 5 s \| \| 3e \| Alexandre Botcharov \| Russie \| AG2R Prévoyance \| + 1 min 59 s \| \| 4e \| Nicki Sørensen \| Danemark \| CSC-Tiscali \| + 1 min 59 s \| \| 5e \| Luis Pérez Rodríguez \| Espagne \| Festina \| + 2 min 55 s \| \| 6e \| Stéphane Heulot \| France \| BigMat-Auber 93 \| + 3 min 44 s \| \| 7e \| Eddy Seigneur \| France \| Jean Delatour \| + 6 min 39 s \| \| 8e \| Erik Zabel \| Allemagne \| Deutsche Telekom \| + 25 min 45 s \| \| 9e \| Stuart O'Grady \| Australie \| Crédit Agricole \| + 25 min 45 s \| \| 10e \| Damien Nazon \| France \| Bonjour \| + 25 min 45 s \| |                      |           |                       |                 |
| |                      |           |                       |                 |
| |                      |           |                       |                 |
| Classement de l'étape |                      |           |                       |                 |
| Coureur | Coureur              | Pays      | Équipe                | Temps           |
| 1er | Jens Voigt           | Allemagne | Crédit Agricole       | 5 h 27 min 11 s |
| 2e | Bradley McGee        | Australie | La Française des jeux | + 5 s           |
| 3e | Alexandre Botcharov  | Russie    | AG2R Prévoyance       | + 1 min 59 s    |
| 4e | Nicki Sørensen       | Danemark  | CSC-Tiscali           | + 1 min 59 s    |
| 5e | Luis Pérez Rodríguez | Espagne   | Festina               | + 2 min 55 s    |
| 6e | Stéphane Heulot      | France    | BigMat-Auber 93       | + 3 min 44 s    |
| 7e | Eddy Seigneur        | France    | Jean Delatour         | + 6 min 39 s    |
| 8e | Erik Zabel           | Allemagne | Deutsche Telekom      | + 25 min 45 s   |
| 9e | Stuart O'Grady       | Australie | Crédit Agricole       | + 25 min 45 s   |
| 10e | Damien Nazon         | France    | Bonjour               | + 25 min 45 s   |

## Classement général
| \| Classement général \| Classement général \| Classement général \| Classement général \| Classement général \| \| Coureur \| Coureur \| Pays \| Équipe \| Temps \| \| ------------------ \| ------------------------- \| ------------------ \| ------------------------------- \| ------------------ \| \| 1er \| Lance Armstrong \| États-Unis \| US Postal Service \| DQ \| \| 2e \| Jan Ullrich \| Allemagne \| Deutsche Telekom \| + 5 min 05 s \| \| 3e \| Andrei Kivilev \| Kazakhstan \| Cofidis-Le Crédit par Téléphone \| + 5 min 13 s \| \| 4e \| Joseba Beloki \| Espagne \| ONCE-Eroski \| + 6 min 33 s \| \| 5e \| François Simon \| France \| Bonjour \| + 10 min 54 s \| \| 6e \| Igor González de Galdeano \| Espagne \| ONCE-Eroski \| + 12 min 04 s \| \| 7e \| Óscar Sevilla \| Espagne \| Kelme-Costa Blanca \| + 13 min 55 s \| \| 8e \| Michael Boogerd \| Pays-Bas \| Rabobank \| + 16 min 15 s \| \| 9e \| Santiago Botero \| Colombie \| Kelme-Costa Blanca \| + 18 min 12 s \| \| 10e \| Marcos Serrano \| Espagne \| ONCE-Eroski \| + 19 min 20 s \| |                           |            |                                 |               |
| |                           |            |                                 |               |
| |                           |            |                                 |               |
| Classement général |                           |            |                                 |               |
| Coureur | Coureur                   | Pays       | Équipe                          | Temps         |
| 1er | Lance Armstrong           | États-Unis | US Postal Service               | DQ            |
| 2e | Jan Ullrich               | Allemagne  | Deutsche Telekom                | + 5 min 05 s  |
| 3e | Andrei Kivilev            | Kazakhstan | Cofidis-Le Crédit par Téléphone | + 5 min 13 s  |
| 4e | Joseba Beloki             | Espagne    | ONCE-Eroski                     | + 6 min 33 s  |
| 5e | François Simon            | France     | Bonjour                         | + 10 min 54 s |
| 6e | Igor González de Galdeano | Espagne    | ONCE-Eroski                     | + 12 min 04 s |
| 7e | Óscar Sevilla             | Espagne    | Kelme-Costa Blanca              | + 13 min 55 s |
| 8e | Michael Boogerd           | Pays-Bas   | Rabobank                        | + 16 min 15 s |
| 9e | Santiago Botero           | Colombie   | Kelme-Costa Blanca              | + 18 min 12 s |
| 10e | Marcos Serrano            | Espagne    | ONCE-Eroski                     | + 19 min 20 s |

## Classements annexes
| Classement par points | Classement par points | Classement par points | Classement par points | Classement par points |
| Coureur               | Coureur               | Pays                  | Équipe                | Points                |
| --------------------- | --------------------- | --------------------- | --------------------- | --------------------- |
| 1er                   | Stuart O'Grady        | Australie             | Crédit Agricole       | 157 pts               |
| 2e                    | Erik Zabel            | Allemagne             | Deutsche Telekom      | 145 pts               |
| 3e                    | Lance Armstrong       | États-Unis            | US Postal Service     | DQ                    |
| 4e                    | Jan Ullrich           | Allemagne             | Deutsche Telekom      | 117 pts               |
| 5e                    | Damien Nazon          | France                | Bonjour               | 108 pts               |

| Classement par points | Classement par points | Classement par points | Classement par points | Classement par points |
| Coureur               | Coureur               | Pays                  | Équipe                | Points                |
| --------------------- | --------------------- | --------------------- | --------------------- | --------------------- |
| 1er                   | Stuart O'Grady        | Australie             | Crédit Agricole       | 157 pts               |
| 2e                    | Erik Zabel            | Allemagne             | Deutsche Telekom      | 145 pts               |
| 3e                    | Lance Armstrong       | États-Unis            | US Postal Service     | DQ                    |
| 4e                    | Jan Ullrich           | Allemagne             | Deutsche Telekom      | 117 pts               |
| 5e                    | Damien Nazon          | France                | Bonjour               | 108 pts               |

| Classement de la montagne | Classement de la montagne | Classement de la montagne | Classement de la montagne | Classement de la montagne |
| Coureur                   | Coureur                   | Pays                      | Équipe                    | Points                    |
| ------------------------- | ------------------------- | ------------------------- | ------------------------- | ------------------------- |
| 1er                       | Laurent Jalabert          | France                    | CSC-Tiscali               | 257 pts                   |
| 2e                        | Jan Ullrich               | Allemagne                 | Deutsche Telekom          | 211 pts                   |
| 3e                        | Lance Armstrong           | États-Unis                | US Postal Service         | DQ                        |
| 4e                        | Laurent Roux              | France                    | Jean Delatour             | 195 pts                   |
| 5e                        | Stefano Garzelli          | Italie                    | Mapei-Quick Step          | 164 pts                   |

| Classement de la montagne | Classement de la montagne | Classement de la montagne | Classement de la montagne | Classement de la montagne |
| Coureur                   | Coureur                   | Pays                      | Équipe                    | Points                    |
| ------------------------- | ------------------------- | ------------------------- | ------------------------- | ------------------------- |
| 1er                       | Laurent Jalabert          | France                    | CSC-Tiscali               | 257 pts                   |
| 2e                        | Jan Ullrich               | Allemagne                 | Deutsche Telekom          | 211 pts                   |
| 3e                        | Lance Armstrong           | États-Unis                | US Postal Service         | DQ                        |
| 4e                        | Laurent Roux              | France                    | Jean Delatour             | 195 pts                   |
| 5e                        | Stefano Garzelli          | Italie                    | Mapei-Quick Step          | 164 pts                   |

| Classement du meilleur jeune | Classement du meilleur jeune | Classement du meilleur jeune | Classement du meilleur jeune | Classement du meilleur jeune |
| Coureur                      | Coureur                      | Pays                         | Équipe                       | Temps                        |
| ---------------------------- | ---------------------------- | ---------------------------- | ---------------------------- | ---------------------------- |
| 1er                          | Óscar Sevilla                | Espagne                      | Kelme-Costa Blanca           | 73 h 53 min 23 s             |
| 2e                           | Francisco Mancebo            | Espagne                      | iBanesto.com                 | + 10 min 31 s                |
| 3e                           | Jörg Jaksche                 | Allemagne                    | ONCE-Eroski                  | + 46 min 31 s                |
| 4e                           | Denis Menchov                | Russie                       | iBanesto.com                 | + 1 h 09 min 15 s            |
| 5e                           | Marco Pinotti                | Italie                       | Lampre-Daikin                | + 1 h 12 min 53 s            |

| Classement du meilleur jeune | Classement du meilleur jeune | Classement du meilleur jeune | Classement du meilleur jeune | Classement du meilleur jeune |
| Coureur                      | Coureur                      | Pays                         | Équipe                       | Temps                        |
| ---------------------------- | ---------------------------- | ---------------------------- | ---------------------------- | ---------------------------- |
| 1er                          | Óscar Sevilla                | Espagne                      | Kelme-Costa Blanca           | 73 h 53 min 23 s             |
| 2e                           | Francisco Mancebo            | Espagne                      | iBanesto.com                 | + 10 min 31 s                |
| 3e                           | Jörg Jaksche                 | Allemagne                    | ONCE-Eroski                  | + 46 min 31 s                |
| 4e                           | Denis Menchov                | Russie                       | iBanesto.com                 | + 1 h 09 min 15 s            |
| 5e                           | Marco Pinotti                | Italie                       | Lampre-Daikin                | + 1 h 12 min 53 s            |

| Classement par équipes | Classement par équipes | Classement par équipes | Classement par équipes |
| Équipe                 | Équipe                 | Pays                   | Temps                  |
| ---------------------- | ---------------------- | ---------------------- | ---------------------- |
| 1re                    | Kelme-Costa Blanca     | Espagne                | 221 h 10 min 25 s      |
| 2e                     | ONCE-Eroski            | Espagne                | + 8 min 57 s           |
| 3e                     | Rabobank               | Pays-Bas               | + 35 min 20 s          |
| 4e                     | Bonjour                | France                 | + 35 min 36 s          |
| 5e                     | Deutsche Telekom       | Allemagne              | + 43 min 32 s          |

| Classement par équipes | Classement par équipes | Classement par équipes | Classement par équipes |
| Équipe                 | Équipe                 | Pays                   | Temps                  |
| ---------------------- | ---------------------- | ---------------------- | ---------------------- |
| 1re                    | Kelme-Costa Blanca     | Espagne                | 221 h 10 min 25 s      |
| 2e                     | ONCE-Eroski            | Espagne                | + 8 min 57 s           |
| 3e                     | Rabobank               | Pays-Bas               | + 35 min 20 s          |
| 4e                     | Bonjour                | France                 | + 35 min 36 s          |
| 5e                     | Deutsche Telekom       | Allemagne              | + 43 min 32 s          |